# Епархия Жилины
Епархия Жилины (лат. Dioecesis Žilinensis) — епархия Римско-католической церкви c центром в городе Жилина, Словакия. Епархия Жилины входит в митрополию Братиславы. Кафедральным собором епархии Жилины является собор Пресвятой Троицы.

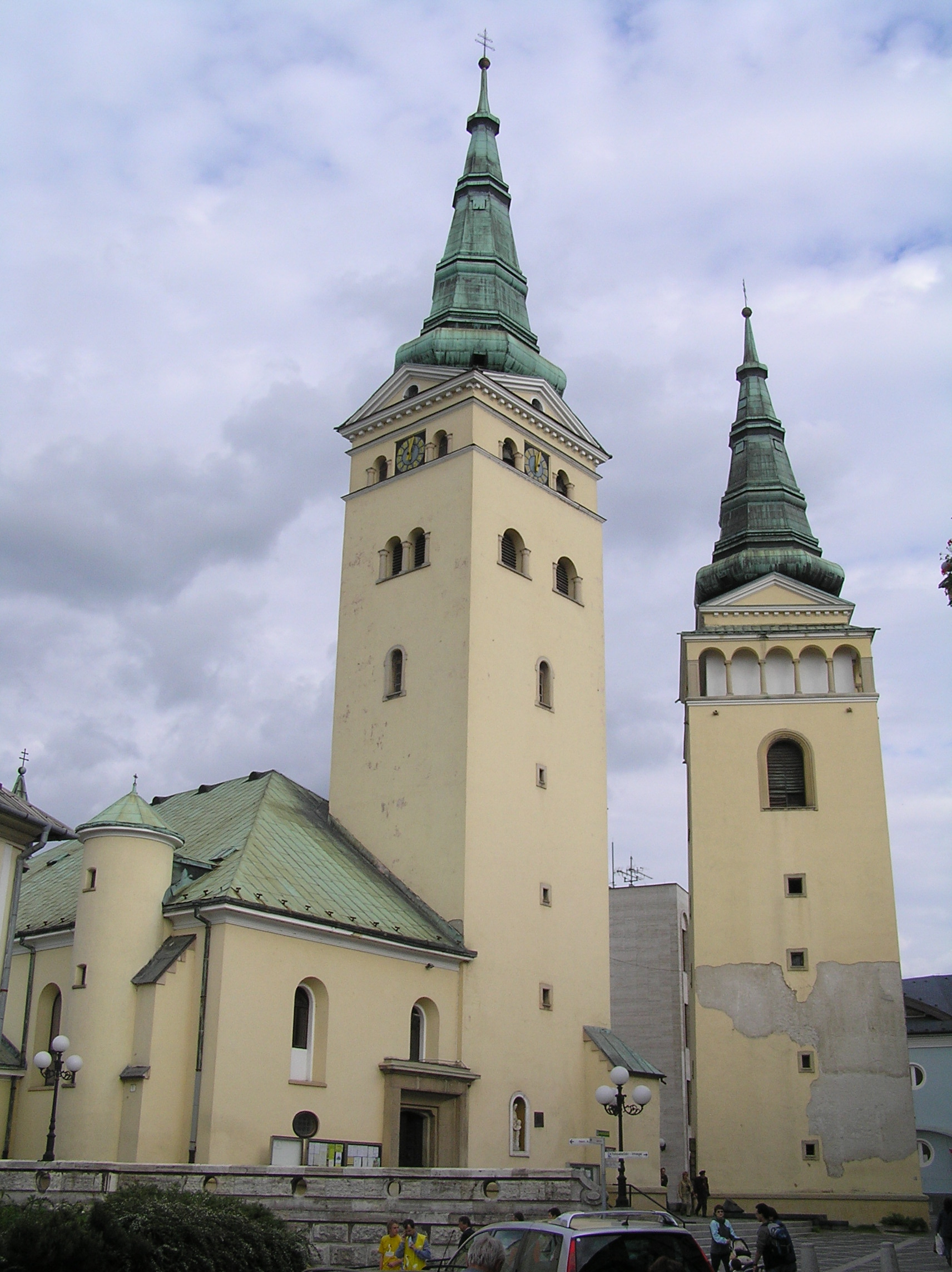
Собор Пресвятой Троицы

## История
14 февраля 2008 года Римский папа Бенедикт XVI издал буллу "Slovachiae sacrorum", которой учредил епархию Жилины, выделив её из епархий Банска-Быстрицы и Нитры.

## Ординарии епархии
- архиепископ Томаш Галис (14.02.2008 — по настоящее время).

## Источник
- Annuario Pontificio, Libreria Editrice Vaticana, Città del Vaticano, 2003, ISBN 88-209-7422-3
- Bolla Slovachiae sacrorum, AAS 100 (2008), стр. 125  (лат.)